# Aloys Wähning
Aloys Wähning (* 20. Juni 1914 in Sprakel; † 4. Juni 1995 in Greven) war ein deutscher Lehrer und Kommunalpolitiker (CDU) und von 1959 bis 1979 Bürgermeister der Stadt Greven im Münsterland. Er war seit 1976 Träger des Bundesverdienstkreuzes am Bande und seit 1979 als erste Person überhaupt Ehrenbürger der Stadt Greven.

## Leben

### Ausbildung und beruflicher Werdegang
Aloys Wähning wurde 1914 in dem Dorf Sprakel, das heute ein Ortsteil der Stadt Münster ist und in dem sein Vater als Lehrer arbeitete, geboren und wuchs dort auf. Wähning besuchte zunächst die Rektoratschule im benachbarten Greven und anschließend das Gymnasium Paulinum in Münster, wo er 1935 das Abitur ablegte. Nach seiner Zeit beim Reichsarbeitsdienst und bei der Wehrmacht absolvierte er ab 1937 eine Lehrerausbildung in Dortmund. Direkt mit Kriegsbeginn 1939 wurde er als Soldat zur Wehrmacht einberufen und kehrte erst im Oktober 1953 aus der Kriegsgefangenschaft in der Sowjetunion als sogenannter Spätheimkehrer nach Greven zurück. Bei seiner Rückkehr wurde er auf dem dortigen Marktplatz von mehreren Hundert Grevenern empfangen. An der Martinischule konnte Wähning dann den in den 1930er Jahren erlernten Lehrerberuf ausüben.

### Politik
Bereits 1956 wurde er Vorsitzender der CDU-Ortsunion (bis 1968) und Ratsmitglied. Als Fraktionsvorsitzender begann seine Karriere in der städtischen Öffentlichkeit. Nach dem plötzlichen Tod des ersten Bürgermeisters der Nachkriegszeit, Anton Minnebusch (CDU), wurde Aloys Wähning am 12. März 1959 durch den Rat zum Bürgermeister der Stadt Greven gewählt. Dies war der Beginn einer 20-jährigen Amtszeit als ehrenamtlicher Bürgermeister. Als solcher wurden ihm primär repräsentative Aufgaben zuteil, da in Greven als Teil Nordrhein-Westfalens wie auch im benachbarten Niedersachsen bis in die Mitte der 1990er Jahre die durch das britische Vorbild geprägte Norddeutsche Ratsverfassung galt, nach welcher die Führung der kommunalen Verwaltung im Zuge einer sogenannten Doppelspitze durch einen getrennt vom Rat gewählten Stadtdirektor erfolgte. Wähning wurde 1961, 1963, 1964, 1969 und 1975 insgesamt fünf Mal wiedergewählt. Seit 1961 war er ferner auch Kreistagsabgeordneter für den Landkreis Münster sowie seit 1975 für den neugebildeten Kreis Steinfurt.
1968 begründete Wähning mit seinem französischen Amtskollegen die Städtepartnerschaft Grevens mit der Stadt Montargis im Département Loiret. 1976 wurde ihm für seinen außerordentlichen Einsatz für das Gemeinwohl das Bundesverdienstkreuz am Bande verliehen.
Als markanteste Entwicklungen während seiner Amtszeit gelten im Rückblick der Bau eines neuen Rathauses im Stil des Brutalismus mit viel Glas und Beton im Jahr 1973, der Bau neuer Schulgebäude und Sportstätten und der Beginn der Stadtkernsanierung zur Verkehrsberuhigung der Grevener Innenstadt mit der später realisierten Schaffung einer Fußgängerzone in der zentral gelegenen Marktstraße.
1979 erklärte Wähning seinen Rücktritt von allen öffentlichen Ämtern und kündigte das Ende seiner Tätigkeit als Bürgermeister mit der Wahlperiode an. Er schied am 15. Oktober 1979 als bis heute längst dienender Bürgermeister in der Geschichte der Stadt Greven aus dem Amt. In der kürzesten Ratssitzung in der Geschichte der Stadt Greven, die nur zwei Minuten dauerte, hatte der Rat zuvor am 7. August 1979 beschlossen, Aloys Wähning als erstem Grevener überhaupt die Ehrenbürgerschaft zu verleihen. Wähning starb am 4. Juni 1995 in Greven.